# 穆罕默德·哈利勒·詹達比
穆罕默德·哈利勒·詹達比（阿拉伯语：‎，2002年6月1日—）是一名突尼西亞男子跆拳道運動員。他曾經獲得2020年夏季奧林匹克運動會男子58公斤級跆拳道比賽銀牌。因外貌與葡萄牙足球運動員布鲁诺·费尔南德斯極為相似而聞名。

## 外部連結
- TaekwondoData.com （页面存档备份，存于）